# Norbert Rohringer
Norbert Rohringer (* 9. April 1927 in Wien; † 30. Juli 2009 in Hamburg) war ein österreichischer Schauspieler und ehemaliger Kinderstar in der Zeit des Nationalsozialismus.

## Leben
Rohringer trat an der Seite von Hans Moser als Kinderdarsteller im Film „Anton, der Letzte“ 1939 erstmals in einem Film auf. In „Der Sündenbock“ (1940) spielte er seine erste Hauptrolle. Ebenso war er Hauptdarsteller in dem propagandistischen NS Jugendfilm „Jakko“. Norbert Rohringer wurde dann laufend in meist kleineren Rollen im Film eingesetzt. Bis zum Kriegsende 1945 hatte er in insgesamt 13 Filmen mitgewirkt. Rohringer stand 1944 in der Gottbegnadeten-Liste des Reichsministeriums für Volksaufklärung und Propaganda.
Nach dem Krieg beendete er seine Filmkarriere und studierte Musik an der Universität für Musik und darstellende Kunst Wien. Er wurde dann Pianist und spielte in österreichischen Jazz-Combos. Bei seinem Tod im Jahr 2009 lebte Norbert Rohringer in Hamburg.

## Filmografie
- 1933: Madame wünscht keine Kinder
- 1933: Sonnenstrahl
- 1936: Seine Tochter ist der Peter
- 1939: Anton, der Letzte
- 1940: Der Sündenbock
- 1940: Die Hochstaplerin
- 1941: Mein Leben für Irland
- 1941: Jakko
- 1941: Heimaterde
- 1941: Außer Gefahr (Kurz-Dokumentarfilm)
- 1942: Der Fall Rainer
- 1942: Symphonie eines Lebens
- 1943: Liebesgeschichten (Rohringer spielte Hauptdarsteller Willy Fritsch als Jugendlicher und wurde daher in der finalen Filmfassung von Fritsch nachsynchronisiert)
- 1943: Der Ochsenkrieg (Rolle im Endschnitt entfernt)
- 1943: Kollege kommt gleich
- 1943: Die Wirtin zum Weißen Rößl
- 1943/45: Freunde
- 1944: Das war mein Leben
- 1944/50: Glück muß man haben
- 1945: Ein Mann wie Maximilian
- 1945: Wir beide liebten Katharina (unvollendet und unaufgeführt)